# 이택재
이택재(麗澤齋)은 경기도 광주시 중대동에 있다. 조선후기 실학자 안정복의 업적을 기리고 추모하기 위한 사당이다. 2013년 10월 16일 광주시의 향토문화유산(유형문화유산) 제5호로 지정되었다.

## 개요
이택재(麗澤齋)는 조선 정조대의 문신이자 학자인 안정복이 후학을양성하며 강학하던 장소에 근래 새로 중수한 일종의 제당이다. 장지동에서 갈마터널 못미쳐 우측의 국수봉 자락에 위치한 중대동 텃골마을 안쪽에 있다. 솟을대문인 영장문(靈長門)을 앞으로 하여 뒤에 본채인 이택재가 자리하고 있으며, 그 뒤로는 사숙당(思肅堂)이 있다. 현판은 후손 안병선(安秉善)이 썼다.
'이택'이란 '벗끼리 서로 도와 학문을 닦고 수양에 힘쓰는 것'을 말하는데,『역경(易經)』의 "麗澤兌, 君子以朋友講習"이라는 구절에서 따왔다. 한편 이택재의 우측에는 1995년에 건립된 '문숙공순암안정복선생숭모비(文肅公順菴安鼎福先生崇慕碑)'와 '안정복강학소터'라고 쓰인 표석이 세워져 있다.

## 같이 보기
- 안정복